# غريغ سيغال
غريغ سيغال (بالإنجليزية: Greg Segal)‏ هو شخصية أعمال أمريكي، ولد في 13 يونيو 1984.